# 삼위일체 대축일
지극히 거룩하신 삼위일체 대축일(라틴어: Sanctissimae Trinitatis Sollemnitas)은 기독교의 대표적인 교리인 성부와 성자와 성령이 한 하느님이라는 내용의 삼위일체를 기념하는 날로서, 로마 가톨릭교회와 성공회, 루터교 등에서는 성령 강림 대축일 다음 주일(일요일)에 지내고 있다. 반면에 동방 기독교에서는 성령 강림 대축일(일요일)에 같이 기념하고 있다. 과거에는 천주 성삼 대주일이었고, 이후 삼위일체 대축일이라고 불렀다.